# Офер Гон
Офер Гон (івр. עופר גון; * 1949, Хайфа, Ізраїль) — ізраїльсько-південноафриканський іхтіолог. Автор описання нових видів риб.

## Біографія
Гон здобув ступінь бакалавра з біології у 1974 році та ступінь магістра з океанографії та морської біології у 1979 році в Єврейському університеті Єрусалиму під керівництвом Адама Бен-Тувіа. Свій перший дослідницький досвід він набув у Музеї Берніс П. Бішоп у Гонолулу, де працював над рибами тропічної та субтропічної частини Тихого океану під керівництвом Джона Ернеста Рендалла. За цей час він здобув знання про багато родин, родів і видів риб і опублікував свої перші таксономічні статті про нові види та записи риб з Гаваїв. У 1982 році його найняла Маргарет Сміт із тодішнього Інституту JLB Smith (нині Південноафриканський інститут водного біорізноманіття, SAIAB) у Гремстауні, Південна Африка, щоб допомогти підготувати публікацію «Smiths’ Sea Fishes». За цим у 1984 році була опублікована «Риби Південного океану» (з Філом Гімстрою). У 1993 році отримав постійну посаду старшого водного біолога в інституті.
Протягом шести років підготовки книги «Риби Південного океану» Гон брав участь у дослідницьких круїзах проєктів FIBEX (First International BIOMASS Experiment) і SIBEX (Second International BIOMASS Experiment) BIOMASS (Biological Investigations of Marine Antarctic Systems and Stocks) у секторі Індійського океану до Південного океану та з 1985 по 1990 рік брав участь у кількох екстрених поїздках на острови Принца-Едуарда.
У 2001 році він здобув ступінь магістра в Університеті Родса в Маханді, захистивши дисертацію «Історія систематики морських риб у Південній Африці» .
Упродовж своєї довгої кар'єри Гон вивчав таксономію морських тропічних риб, причому одним із напрямків його діяльності були кардиналові риби (Apogonidae), а також антарктичні риби. Він також брав участь у кількох дослідженнях гирлових і прісноводних риб. Він вийшов на пенсію в 2014 році і став почесним куратором SAIAB.
Офер Гон одружений з Дженні Гон, якій він присвятив вид риб Aseraggodes jenny з родини язикових у 2006 році.
У 1991 році американський іхтіолог М. Ерік Андерсон назвав вид риби Pachycara goni з родини бельдюгових на честь Офера Гона.

## Перші описи Офера Гона
- Antigonia emanuela Prokofiev, Psomadakis & Gon, 2020
- Apogon erythrosoma Gon & Randall, 2003
- Apogon fugax Gon, Bogorodsky, Mal & Alpermann, 2020
- Apogonichthyoides pseudotaeniatus (Gon, 1986)
- Aseraggodes brevirostris small
- Aseraggodes heemstrai Randall & Gon, 2006
- Aseraggodes jenny Randall & Gon, 2006
- Aulotrachichthys heptalepis (Gon, 1984)
- Bathylagichthys kobylianskyi Gon & Stewart, 2014
- Cheilodipterus alleni Gon, 1993
- Cheilodipterus intermedius Gon, 1993
- Cheilodipterus parazonatus Gon, 1993
- Cheilodipterus persicus Gon, 1993
- Cheilodipterus pygmaios Gon, 1993
- Chelidoperca flavimacula Psomadakis, Gon & Htut, 2021
- Chelidoperca myathantuni Psomadakis, Gon & Htut, 2021
- Epigonus bispinosus Okamoto & Gon, 2018
- Epigonus devaneyi Gon, 1985
- Epigonus glossodontus Gon, 1985
- Epigonus idai Okamoto & Gon, 2018
- Gymnapogon melanogaster Gon & Golani, 2002
- Jaydia erythrophthalma Gon, Liao & Shao, 2015
- Jaydia photogaster small
- Jaydia striatodes (Gon, 1997)
- Lepidamia omanensis (Gon & Mee, 1995)
- Linophryne andersoni Gon, 1992
- Marcusenius caudisquamatus Maake, Gon & Swartz, 2014
- Marcusenius krameri Maake, Gon & Swartz, 2014
- Marcusenius lucombesi Maake, Gon & Swartz, 2014
- Microstoma australis Gon & Stewart, 2014
- Neobathyclupea melanoptera Prokofiev, Gon & Psomadakis, 2016
- Pliotrema annae Weigmann, Gon, Leeney & Temple, 2020
- Pliotrema kajae Weigmann, Gon, Leeney & Temple, 2020
- Pseudamiops springeri Gon, Bogorodsky & Mal, 2013
- Rhinobatos austini Ebert & Gon, 2017
- Siphamia arabica Gon & Allen, 2012
- Siphamia brevilux Gon & Allen, 2012
- Siphamia cyanophthalma Gon & Allen, 2012
- Siphamia fraseri Gon & Allen, 2012
- Siphamia goreni Gon & Allen, 2012
- Siphamia papuensis Gon, Allen, Erdmann & Gouws, 2014
- Siphamia randalli Gon & Allen, 2012
- Siphamia senoui Gon & Allen, 2012
- Siphamia spinicola Gon & Allen, 2012
- Siphamia stenotes Gon & Allen, 2012
- Taeniamia bilineata (Gon & Randall, 1995)
- Taeniamia flavofasciata (Gon & Randall, 2003)
- Taeniamia pallida (Gon & Randall, 1995)

## Веб-посилання
- Профіль в Південно-Африканському інституті водного біорізноманіття